# Pseudopallene dubia
Pseudopallene dubia là một loài nhện biển trong họ Callipallenidae. Loài này thuộc chi Pseudopallene. Pseudopallene dubia được miêu tả khoa học năm 1963 bởi Clark.